# Locusta (personaggio)
Locusta (Locust), il cui vero nome è August Hopper, è un personaggio dei fumetti, creato da Roy Thomas (testi) e Werner Roth (disegni), pubblicato dalla Marvel Comics. È apparso per la prima volta in X-Men (vol. 1) n. 24 (settembre 1966).

## Biografia del personaggio
August Hopper è un brillante ricercatore e docente universitario di entomologia, che viene però licenziato dalle autorità accademiche per i suoi esperimenti sugli insetti. Assunto da un centro di ricerca pensa di riscattarsi elaborando un complesso piano: continuare i suoi esperimenti per sviluppare una razza di insetti giganteschi in modo da potersi poi prendere il merito di essere l'unico in grado di far fronte alle nuove specie.
Con uno speciale raggio dunque si costruisce un plotone di locuste gigantesche e comincia a devastare centinaia di campi agricoli. Viene affrontato però dagli X-Men che riescono ad sconfiggerlo e a consegnarlo alle autorità. Gli insetti giganti però sono così pericolosi da richiedere l'intervento dell'esercito, che alla fine riuscirà ad eliminarli.
Uscito di galera viene a sapere che la figlia Carol si è sposata con un agricoltore. Furioso per non esserne stato informato riesce a costruirsi un nuovo esercito di insetti enormi e distrugge l'appezzamento di terreno del genero. Poco dopo, però, i suoi insetti si imbattono in Hulk che, dopo una dura lotta, riesce a sconfiggerli e a riportare Locusta in prigione.
Successivamente riesce ad evadere di prigione e decide di vendicarsi sui membri di X-Factor, che erano gli X-Men originari che per la prima volta vanificarono i suoi piani. Riesce un'altra volta a dotarsi di insetti enormi coi quali pianifica addirittura di far estinguere la razza umana e conquistare così il mondo. Viene però di nuovo sconfitto e rimandato nuovamente in prigione.

## Poteri e abilità
Locusta è un uomo comune, ma diventa una minaccia per le sue pericolose invenzioni. Egli infatti ha inventato una pistola che emette un raggio capace di far crescere smisuratamente gli insetti e di farli obbedire ai suoi ordini. Inoltre costruisce una tuta speciale che riprende le fattezze di una locusta. Questa tuta è dotata di ali capaci di volare e può emettere dalle mani una sorta di rete di seta nella quale può imbrigliare i suoi nemici.